# Frans Andersson
 Der er for få eller ingen kildehenvisninger i denne artikel, hvilket er et problem. Du kan hjælpe ved at angive troværdige kilder til de påstande, som fremføres i artiklen.

Frans Otto Anders Andersson (23. maj 1911 i København – 3. august 1988) var en dansk bassanger, skuespiller og opførte - drev feriecenter Feriegården.
Andersson begyndte sin karriere på Det Kongelige Teater i 1941, og debuterede som Crown i Porgy og Bess i 1943. Han gjorde efterfølgende karriere internationalt, bl.a. ved operaen i Köln, hvor han var fra 1952 til 1961. Blandt hans store roller i Köln var Alberich i Nibelungens Ring i 1958. Han havde ofte gæsteroller i Danmark, bl.a. på Den Jyske Opera. I 1969 gik han på pension.
Han var gift tre gange, først med Edith Christiane Hald, anden gang med Rita Bartos og i 1978 med skuespillerinden Helen Mathiasen. 
Frans Andersson var den ældste af en børneflok på seks. Begge forældre var svenske udvandrere, og hans tidligste barndomsminder stammede fra somrene i Småland hos bedsteforældrene. Her grundlages en livslang kærlighed til naturen og det frie liv. 

## Ungdom
Ungdomsårene var en kamp og rastløs søgen. Han var bankmand, gartner, handelsrejsende, soldat i Stockholm og vagabond på de svenske landeveje.
På turné med et danseorkester opdagede han tilfældigt sin stemmes muligheder, og mødet med den svenske sanger Torsten Ralf gjorde udslaget : det er sanger, han ville være! 
Tilbage i København opsøgte han den danske tenor Vilhelm Herold, der i erkendelse af det store stemmemæssige materiale tog ham under sine vinger.
De intense sangstudier hos Herold varede indtil dennes død i l937. 
Frans Andersson blev optaget på det Kgl. Teaters elevskole og på Operaakademiet. Han debuterede i 1943 som Crown i den berømte opsætning af Porgy og Bess. Rollen som Kong Philip i Don Carlos betragtede han dog selv som sit egentlige gennembrud. En anmelder ramte allerede dengang noget væsentligt i hans scenekunst: " Figuren havde ro og fasthed. Under den storartede maske, de sammenknebne øjne og det beske drag ved munden lyste mennesket igennem i ordene til Posa: – Du vil komme til fornuft, når du som jeg engang har lært foragt for menneskers dårskab -. " Begge partier blev dirigeret af italienske Egisto Tango, som fik stor betydning for Anderssons kunstneriske udvikling.

## I udlandet
Efter krigen bød udlandet på nye og større udfordringer. Det førte til et studieophold i Italien inspireret af et møde med Gigli og til en succesfuld koncert i Albert Hall. I l950 forlod han Danmark og rejste til Tyskland.
I Krefeld synger han en Mefisto til bragende succes, så følger bl.a. Don Juan og Hollænderen og han knyttes til operaen i Køln, hvor han debuterer i Bizets Ivan den Grusomme og synger en række store partier under den rumænske dirigent Otto Ackermann. 
De følgende år bliver lykkelige og produktive med gæstespil på Wieneroperaen, på Staatsoper i Berlin – hvor han bliver udnævnt til kammersanger, – og på Komische Oper under Felsenstein ( her synger han "Wirtin von Pinsk" af Mohaupt og Sebastiano i "Lavlandet" ). På Covent Garden og La Scala i Milano ( med Telramund i "Lohengrin" under André Cluytens ) – i Portugal, Tjekkoslovakiet, Holland, Mexico og Frankrig. 
Et højdepunkt i Frans Anderssons karriere blev mødet med Wieland Wagner i Bayreuth l958 , hvor han sang Alberich i "Ringen" og Kurwenal i "Tristan og Isolde" under dirigenten Hans Knappertsbusch. Selv anså han Wieland Wagner for sin tids mest geniale operainstruktør. 
Rollen som Alberich skal fremhæves som en milepæl i F.A`s sangkunst: en imponerende disciplineret og dæmonisk pragtpræstation. 

## I Danmark
Fra 1959 atter tilknyttet Det Kongelige Teater, hvor han i 1962 sang Hollænderen i Wieland Wagners iscenesættelse med Anja Silja som Senta. I 1968 fejrede han 25 års jubilæum som Boris i Mussorgskijs "Boris Godunov". Hansgeorg Lenz gav i "Information" følgende karateristik af Frans Anderssons præstation : "En Boris af rystende styrke og ubønhørlig appel både i tyrannisk vælde og forpint menneskelighed, en karakterstudie, der i alle henseender kommer til forløsning med scenebeherskende myndighed."  
Samme år gæstespil i Japan som Kurwenal i "Tristan og Isolde" med Birgit Nilsson og Wolfgang Windgassen.
Den Jyske Opera i Aarhus blev et fristed .
Allerede i 1951 sang han her "Don Juan" og i årene frem de fleste af sine store partier. I 1971 medvirkede han i filmen Hosekræmmeren.
Han tilbragte de sidste år af sit liv i Mols Bjerge og på Helgenæs og fandt omsider den frihed i pagt med naturen, han livet igennem stræbte efter. 
Frans Andersson var en kontroversiel og splittet personlighed og som kunstner kompromisløs. En sangerkollega gav engang den nok bedste karateristik af ham :" En usædvanlig personlighed og en legende i Danmark. Vild som en viking, despostisk og i sit inderste meget blød. " 
Vigtigste Partier : Don Juan – Boris Godunov – Den Flyvende Hollænder – Julius Cæsar – Mathis der Maler – Dantons Død – Ivan den Skrækkelige – Eugen Onegin – Nabucco – Macbeth – Chowantchina – Klingsor i "Parsifal" – Kurwenal i "Tristan og Isolde" – Alberich i" Rhinguldet" – Telramund i "Lohengrin" – Pizzaro i "Fidelio" – Amonasro i "Aida" – Philip i "Don Carlos"- Mefistofeles i "Faust" – Scarpia i "Tosca" – Kaspar i "Jægerbruden"
Golo i "Peleas og Melisande".
Saul i "Saul og David" – Marsk Stig i "Drot og Marsk" . 
Fælles for disse partier er at de kræver en stærk scenisk udstråling.
Hos F.A. blev en emminent karakteriseringskunst lykkeligt forenet med en stemme af et sjældent omfang. Selv udtrykte han det engang således : – Det højeste dramatiske udtryk er afhængigt af at stemmen lystrer hver følelse og hver tanke. Kun gennem beherskelse nås den fulde udfoldelse -.
I begyndelsen af 1960´erne opførte Frans Andersson ulovligt sit feriecenter ”Feriegården” på en landejendom, han havde købt mellem den udtørrede sø og Ebeltoft Vig. Byggeriet bestod af et tofløjet anlæg i to etager og med 26 lejligheder, så helt småt var det ikke  og alt sammen opført uden at der var søgt byggetilladelse. Byggeriet blev lovliggjort ved en dispensation fra Naturfredningsloven i 1963. Operasangeren slap med en bøde på 10.000 kr. Han drev derefter ”Feriegården” til sin død i 1988. Arkiveret 20. december 2016 hos  Wayback Machine  Arkiveret 20. december 2016 hos  Wayback Machine

## Udgivelser
- RINGEN BAYREUTH – Melodram l981 – 12 Jahre Neu-Bayreuth.
- Carl Nielsen : SAUL & DAVID – Dana-Cord 1986 . CD –
- Dana-Cord : -Frans Andersson -.